# The Boomerang (film, 1913)
Pour les articles homonymes, voir Boomerang (homonymie).
The Boomerang est un film muet américain réalisé par Thomas H. Ince et sorti en 1913.

## Synopsis
Virginia Chester rend visite à sa tante Betty dont l'appartement jouxte un poste de l'armée. Virginia fait la connaissance du lieutenant Calhoun, qui l'épouse secrètement. Mais la fille du colonel, Helen Brassey, est également amoureuse de Calhoun. Son père fait miroiter au lieutenant des avantages militaires, aussi bien que pécuniaires. Calhoun, dès lors, regrette son mariage avec Virginia.

## Fiche technique
- Réalisation : Thomas H. Ince
- Scénario : C. Gardner Sullivan, d'après une histoire de William Hamilton Osborne
- Date de sortie : États-Unis : 13 juin 1913

## Distribution
- Charles Ray : Lieutenant Calhoun
- Louise Glaum : Virginia Chester
- Claire Kroell : Helen Brassey
- Gertrude Claire : Tante Betty